# Terrence McNally
Pour les articles homonymes, voir McNally.
Répertoire
- The Ritz (en) (pièce)
- Frankie and Johnny in the Clair de Lune (en) (pièce)
- Master Class (pièce)
- The Full Monty (comédie musicale)
- Dead Man Walking (opéra)
- Anastasia (comédie musicale)
Michael Terrence McNally, né le 3 novembre 1938 à St. Petersburg (Floride) et mort de la Covid-19 le 24 mars 2020 à Sarasota (Floride), est un dramaturge, librettiste, scénariste et acteur américain.

## Biographie

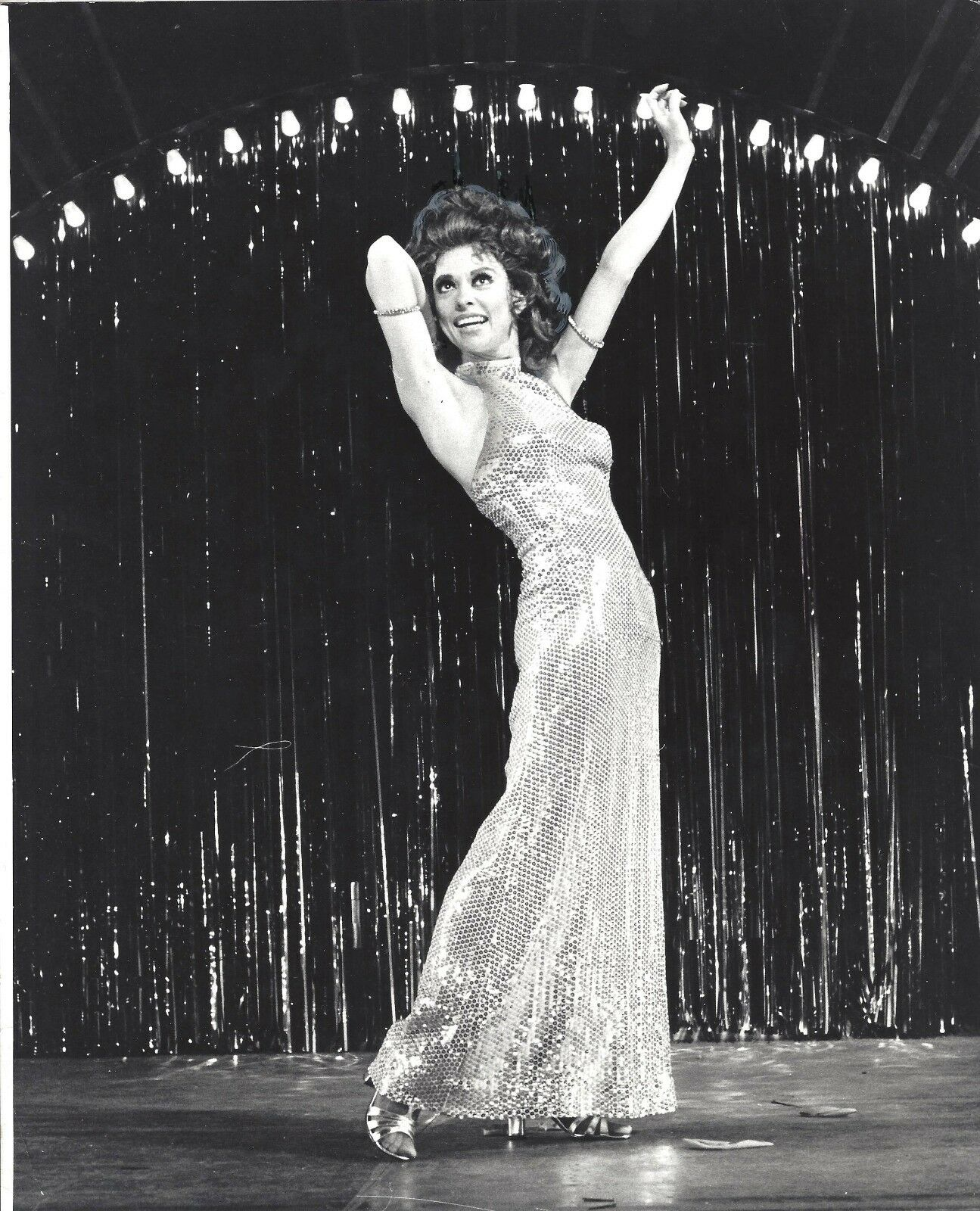
The Ritz (1975),
avec Rita Moreno

Très actif au théâtre, Terrence McNally est notamment l'auteur de pièces représentées entre autres à Broadway (New York), la première en 1965 étant And Things That Go Bump in the Night (en) (avec Susan Anspach et Eileen Heckart). Ultérieurement, mentionnons The Ritz (en) (1975-1976, avec Rita Moreno et Jack Weston), Love! Valour! Compassion! (1995, avec John Glover et Nathan Lane), ainsi que Mothers and Sons (en) (2014).
Toujours à Broadway, il est également l'auteur de livrets pour des comédies musicales, dont Le Baiser de la femme araignée sur une musique de John Kander (d'après le roman homonyme de Manuel Puig, 1993-1995, avec Chita Rivera), The Full Monty sur une musique de David Yazbek (en) (2000-2002, avec Patrick Wilson et Kathleen Freeman, celle-ci décédée en cours de production), Catch Me If You Can (en) sur une musique de Marc Shaiman (inspirée du film homonyme de 2002 de Steven Spielberg, 2011, avec Norbert Leo Butz et Aaron Tveit), ou encore Anastasia sur une musique de Stephen Flaherty (en) (d'après le film d'animation éponyme de 1997, 2017-2019, avec Christy Altomare et Ramin Karimloo).
On lui doit par ailleurs les livrets de trois opéras, le premier en 1999. Les deux suivants, sur une musique de Jake Heggie, sont Dead Man Walking (San Francisco War Memorial Opera House, 2000, avec Susan Graham et Frederica von Stade) et Great Scott (en) (Opéra de Dallas, 2015, avec Joyce DiDonato et Frederica von Stade).
À New York, ses pièces sont jouées aussi Off-Broadway, dont Frankie and Johnny in the Clair de Lune (en) (1987, avec Kathy Bates et F. Murray Abraham), reprise à Broadway en 2002-2003 (avec Edie Falco et Stanley Tucci) puis en 2019.
En France, quelques-unes de ses pièces sont adaptées notamment à Paris, comme Master Class (mettant en scène une Master Class de Maria Callas, 1996-1997, avec Fanny Ardant puis Marie Laforêt dans le rôle-titre, repris par cette dernière en 1999 et en 2008-2009), Souvenirs avec piscine (adaptation de Lips Together, Teeth Apart (en), 1997, avec Élisabeth Depardieu et Tanya Lopert), Frankie et Johnny au clair de lune (adaptation de Frankie and Johnny in the Clair de Lune, 2004, avec Anna Galiena et Sam Karmann) et Love! Valour! Compassion! (2005, avec Roger Miremont et Jean-Pierre Kalfon). De plus, la comédie musicale The Full Monty est brièvement présentée en 2012.
Pour le grand ou le petit écran, il est scénariste des films américains The Ritz (d'après sa pièce homonyme précitée, 1976, Rita Moreno et Jack Weston y reprenant leurs rôles créés à Broadway) puis Frankie et Johnny de Garry Marshall (adaptation de sa pièce également précitée Frankie and Johnny in the Clair de Lune, 1991, avec Michelle Pfeiffer et Al Pacino) et du téléfilm américain Andre's Mother de Deborah Reinisch (1990, avec Richard Thomas et Sylvia Sydney).
Enfin, il est occasionnellement acteur dans six séries américaines, depuis Chips (un épisode, 1979) jusqu'au feuilleton Les Feux de l'amour (quatre épisodes, 1993-1994).
Durant sa carrière sur les planches, outre des nominations, il gagne entre autres cinq Tony Awards, trois Drama Desk Awards et deux Obie Awards (voir détails au paragraphe « Distinctions » ci-après).
Terrence McNally meurt à 81 ans dans un hôpital à Sarasota (Floride), de complications liées à la Covid-19, le 24 mars 2020 (le même jour et pour la même raison que le musicien Manu Dibango).

## Théâtre (sélection)

### Broadway

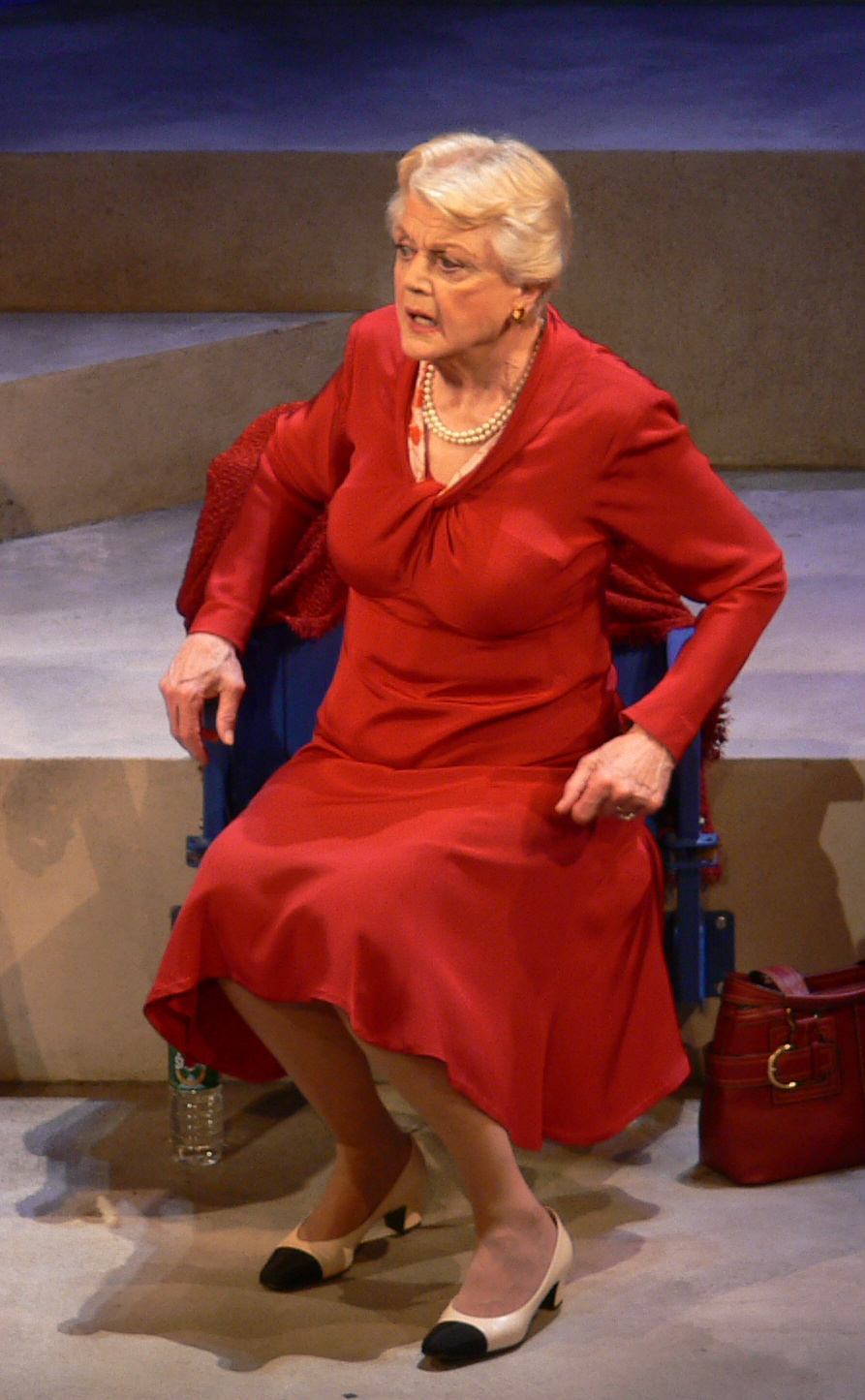
Deuce (2007),
avec Angela Lansbury

#### Pièces
(auteur, sauf mention contraire)
- 1963 : La Dame aux camélias (The Lady of the Camelias) d'Alexandre Dumas fils, mise en scène de Franco Zeffirelli, musique de scène de Ned Rorem, costumes de Marcel Escoffier et Pierre Cardin (adaptation anglaise)
- 1965 : And Things That Go Bump in the Night (en), mise en scène de Michael Cacoyannis
- 1968-1969 : Noon (en) (2e des trois pièces en un acte groupées sous le titre Morning, Noon and Night)
- 1974 : Bad Habits (en) (deux pièces en un acte : Ravenswood et Dunelawn)
- 1975-1976 : The Ritz (en) (reprise en 1983 puis 2007)
- 1995 : Love! Valour! Compassion!
- 1995-1997 : Master Class (reprise en 2011)
- 2002-2003 : Frankie and Johnny in the Clair de Lune (en) (reprise en 2019)
- 2007 : Deuce (en), costumes d'Ann Roth
- 2014 : Mothers and Sons (en)
- 2014-2015 : It's Only a Play (en), mise en scène de Jack O'Brien

#### Comédies musicales
(librettiste)
- 1984 : The Rink (en), musique de John Kander, lyrics de Fred Ebb, costumes de Theoni V. Aldredge
- 1993-1995 : Le Baiser de la femme araignée (Kiss of the Spider Woman), musique de John Kander, lyrics de Fred Ebb, mise en scène d'Harold Prince (livret adapté du roman homonyme de Manuel Puig)
- 1998-2000 : Ragtime (en), musique de Stephen Flaherty (en), lyrics de Lynn Ahrens (livret adapté du roman homonyme d'E. L. Doctorow) (reprise en 2009-2010)
- 2000-2001 : The Full Monty, musique et lyrics de David Yazbek (en), mise en scène de Jack O'Brien
- 2005-2006 : Chita Rivera: The Dancer's Life (en), revue, musique de Stephen Flaherty (en) et autres, lyrics de Lynn Ahrens et autres
- 2011 : Catch Me If You Can (en), musique de Marc Shaiman (livret d'après le film homonyme de 2002), lyrics de Scott Wittman (en) et Marc Shaiman, mise en scène de Jack O'Brien
- 2015 : The Visit (en), musique de John Kander, lyrics de Fred Ebb (livret adapté du roman La Visite de la vieille dame de Friedrich Dürrenmatt)
- 2017-2019 : Anastasia, musique de Stephen Flaherty (en), lyrics de Lynn Ahrens

### Off-Broadway
(pièces, sauf mention contraire)
- 1968-1969 : Sweet Eros (en) et Witness (en), deux pièces en un acte
- 1969-1970 : Next (en), pièce en un acte mise en scène par Elaine May
- 1971 : Where Has Tommy Flowers Gone? (en)
- 1973 : Whiskey (en)
- 1974 : Bad Habits (en) (deux pièces en un acte : Ravenswood et Dunelawn) (reprise en 1990)
- 1986 : It's Only a Play (en)
- 1987 : Frankie and Johnny in the Clair de Lune (en), mise en scène de Paul Benedict
- 1989 : The Lisbon Traviata (en)
- 1991-1992 : Lips Together, Teeth Apart (en) (reprise en 2014)
- 1993 : A Perfect Ganesh (en)
- 1994-1995 : Love! Valour! Compassion!
- 1998 : Corpus Christi (en)
- 2002 : A Man of No Importance (en), comédie musicale, musique de Stephen Flaherty (en), lyrics de Lynn Ahrens
- 2004 : The Stendhal Syndrome (regroupant deux pièces en un acte, Full Frontal Nudity et Prelude and Liebestod)
- 2005 : Dedication or The Stuff of Dream
- 2007 : Some Men
- 2012-2013 : Golden Age
- 2013 : And Away We Go
- 2018 : Fire and Air

### Adaptations françaises
(pièces, à Paris, sauf mention contraire)
- 1996-1997 : Master Class, adaptation de Pierre Laville, mise en scène de Roman Polanski (Théâtre de la Porte-Saint-Martin)
- 1997 : Souvenirs avec piscine (Lips Together, Teeth Apart (en)), adaptation de Jacques Fieschi et Anne Wiazemsky, mise en scène de Bernard Murat (Théâtre de l'Atelier)
- 1998 : Master Class - Les Leçons de Callas (Master Class), adaptation de Pierre Laville, mise en scène de Philippe Volter (Théâtre royal du Parc, Bruxelles)
- 1999 : Master Class, adaptation de Pierre Laville, mise en scène de Didier Long (Théâtre Antoine)
- 2004 : Frankie et Johnny au clair de lune (Frankie and Johnny in the Clair de Lune (en)), adaptation de Michel Blanc, mise en scène de Didier Long (Théâtre de la Renaissance)
- 2005 : Love! Valour! Compassion!, adaptation de Jean Dalric et Jacques Collard, mise en scène de Jean-Pierre Dravel et Olivier Macé (Théâtre de la Porte-Saint-Martin)
- 2008-2009 : Master Class : Maria Callas (Master Class), adaptation de Pierre Laville, mise en scène de Didier Long (Théâtre de Paris)
- 2010 : Les Leçons de Maria Callas (Master Class), adaptation de Michel Tremblay, mise en scène de Denise Filiatrault (Théâtre du Rideau vert, Montréal)
- 2012 : The Full Monty, comédie musicale, adaptation de Nathaniel Brendel et Baptiste Chorden, mise en scène d'Anne Bouvier (Le Comédia)

## Opéras
(librettiste)
- 1999 : The Food of Love, musique de Robert Beaser (en)
- 2000 : Dead Man Walking, musique de Jake Heggie
- 2015 : Great Scott (en), musique de Jake Heggie

## Filmographie (sélection)

### Cinéma
(scénariste)
- 1976 : The Ritz de Richard Lester
- 1991 : Frankie et Johnny (Frankie and Johnny) de Garry Marshall

### Télévision
(acteur de séries, sauf mention contraire)
- 1979 : Chips (CHiPs, série), saison 2, épisode 14 Un travail de tout repos (Repo Man) : un employé
- 1980 : Timide et sans complexe (Tenspeed and Brown Shoe), saison unique, épisode 3 L'Enlèvement d'une taxi girl (The Robin Tucker's Roseland Roof and Ballroom Murder) d'Arnold Laven : David
- 1982 : Ralph Super-héros (The Greatest Americain Hero), saison 2, épisode 12 Just Another Three-Ring Circus : Keith
- 1990 : Andre's Mother de Deborah Reinisch (téléfilm, scénariste)
- 1993-1994 : Les Feux de l'amour (The Young and the Restless), quatre épisodes : Dr Robert Lynch

## Distinctions (sélection)

### Nominations
- Cinq nominations aux Tony Awards :
  - En 2001, pour le livret de la comédie musicale The Full Monty ;
  - En 2003, pour la reprise de sa pièce Frankie and Johnny in the Clair de Lune (en) ;
  - En 2012, pour la reprise de sa pièce Master Class ;
  - En 2014, pour sa pièce Mothers and Sons (en) ;
  - Et en 2015, pour le livret de la comédie musicale The Visit (en).
- Neuf nominations aux Theatre World Awards :
  - En 1975, pour sa pièce The Ritz (en) ;
  - En 1990, pour sa pièce The Lisbon Traviata (en) ;
  - En 1992, pour sa pièce Lips Together, Teeth Apart (en) ;
  - En 2001, pour le livret de la comédie musicale The Full Monty ;
  - En 2003, pour le livret de la comédie musicale A Man of No Importance (en) ;
  - En 2006, pour sa pièce Dedication or The Stuff of Dreams ;
  - En 2007, pour sa pièce Some Men ;
  - En 2015, pour le livret de la comédie musicale The Visit (en) ;
  - Et en 2017, pour le livret de la comédie musicale Anastasia.

### Récompenses
- Cinq Tony Awards :
  - En 1993, pour le livret de la comédie musicale Le Baiser de la femme araignée ;
  - En 1995, pour sa pièce Love! Valour! Compassion! ;
  - En 1996, pour sa pièce Master Class ;
  - En 1998, pour le livret de la comédie musicale Ragtime (en) ;
  - Et en 2019, prix spécial pour l'ensemble de sa carrière (« Tony Award for Lifetime Achievement in the Theatre »).
- Trois Drama Desk Awards :
  - En 1995, pour  sa pièce Love! Valour! Compassion! ;
  - En 1996, pour sa pièce Master Class ;
  - Et en 1998, pour le livret de la comédie musicale Ragtime (en).
- Deux Obie Awards :
  - En 1974, pour sa pièce Bad Habits (en) ;
  - Et en 1995, pour sa pièce Love! Valour! Compassion!.
- Deux New York Drama Critics' Circle Awards :
  - En 1993, pour le livret de la comédie musicale Le Baiser de la femme araignée ;
  - Et en 1995, pour sa pièce Love! Valour! Compassion!.

## Note et référence
1. ↑  Article nécrologique du New York Times publié le 24 mars 2020.